# U.S. Aubenas Basket
El U.S. Aubenas Basket es un equipo de baloncesto francés con sede en la ciudad de Aubenas, que compite en la NM2, la cuarta división de su país. Disputa sus partidos en la Halle des sports.

## Historia
El club fue fundado en 1939 por Paulet Granier y las señoras Valette y Aubert. En 1956 se fusionaron con el Vals les Bains y en 1957 con el Labégude. En 1982 ascendieron a la NM4 (por entonces la 4ª división francesa) y pocos años después a la NM3 (por entonces la 3ª división francesa).
Quedaron 1º de su grupo de la NM3 en 2003 y 2008, ascendiendo de esta manera en ambas ocasiones a la NM2. En la temporada 2003-2004, solamente consiguieron 5 victorias y volvieron a descender a la NM3 tras sólo un año en la NM2. De 2008 a 2017 han estado en la NM2, siendo campeón de su grupo y llegando a las semifinales de la NM2 en la temporada 2016-2017, lo que le permitió ascender a la NM1 por 1ª vez en su historia.

## Registro por Temporadas
| Temporada | División | Liga | Pos. | V-D   | PL | Resultado |
| --------- | -------- | ---- | ---- | ----- | -- | --------- |
| 2008-09   | 4ª       | NM2  | 8º   | 11-15 |    |           |
| 2009-10   | 4ª       | NM2  | 10º  | 11-17 |    |           |
| 2010-11   | 4ª       | NM2  | 7º   | 12-12 |    |           |
| 2011-12   | 4ª       | NM2  | 4º   | 15-11 |    |           |
| 2012-13   | 4ª       | NM2  | 3º   | 17-5  |    |           |
| 2013-14   | 4ª       | NM2  | 9º   | 13-13 |    |           |
| 2014-15   | 4ª       | NM2  | 3º   | 12-7  |    |           |
| 2015-16   | 4ª       | NM2  | 2º   | 19-7  |    |           |
| 2016-17   | 4ª       | NM2  | 1º   | 18-4  |    | Ascenso   |
| 2017-18   | 3ª       | NM1  | 14º  | 14-20 |    |           |
| 2018-19   | 3ª       | NM1  | 26º  | 4-22  |    | Descenso  |
| 2019-20   | 4ª       | NM2  | 10º  | 7-12  |    |           |
| 2020-21   | 4ª       | NM2  | 3º   | 4-1   |    |           |
| 2021-22   | 4ª       | NM2  | 10º  | 10-16 |    |           |

## Palmarés
- NM2
  - Campeón Grupo D: 2017
  - Semifinales: 2017

- NM3
  - Campeón Grupo L: 2003, 2008

## Jugadores destacados
| - Thomas Creppy - François Pehoua - Franck Tchoubaye - Nicolas Andrieux - David Archinard - Oumarou Baradji - Alex Barraud - Jonathan Bikanda - Jonathan Boucaud - Antonin Chardon - Patrick Clerence - Nordine Derradji - Gilles Duro - Hicham Fekkak - Damien Jean Joseph | - Jonathan Leria - Gaylor Lobela-Nkuna - Sabri Lontadila - Alpha Mbodj - Charles Michée - Wilfried Morin - Rémy Pedeboscq - Nicolas Peyre - Anthony Poirier - Jonathan Radjouki - Moat Rhennam - Emmanuel Soeria-Ouamba - Oumarou Sylla - Lionel Tisba - Donatas Visockis | - Nabil Bakkas - Ivan Broško - Leon Gibson - Justin Moss - Cherokee Parks - Larry Williams - Clément Faroux - Christopher Nevoral - Michel Ipouck |